# Santa María (Boyacá)
Santa María – miasto w Kolumbii, w departamencie Boyacá.